# Butterfly (bài hát của Smile.dk)
"Butterfly" là một bài hát của nhóm nhạc bubblegum dance Thụy Điển Smile.dk nằm trong album Smile năm 1998 của họ. Bài hát được viết và sản xuất bởi Robert Uhlmann và Robin Rex.
Bài hát đã trở nên phổ biến bên ngoài Thụy Điển khi nó được đưa vào phiên bản đầu tiên của trò chơi video âm nhạc của Konami, Dance Dance Revolution và Dance Dance Revolution 3rdMix. Để tôn vinh sự nổi tiếng của nó, bài hát đã được phối lại cho phần Dance Dance Revolution X năm 2008 nhằm mục đích nhượng quyền thương mại, một bản phối chủ yếu nhằm kỷ niệm 10 năm của loạt phim. Bài hát cũng trở thành meme trên internet vào những năm 2010 sau khi được đưa vào đồ chơi sản xuất tại Trung Quốc, chủ yếu là các sản phẩm điện thoại đồ chơi.

## Các phiên bản khác

### Tiếng Hoa
Mặc dù Butterfly của Smile.dk được sáng tác và giới thiệu ở Mỹ, nhưng phiên bản nổi tiếng nhất của nó lại do Tôn Duyệt - ca sĩ Trung Quốc. Bài hát có tên "Mọi người đến với nhau" (tiếng Trung: "大家一起来") với phần nhạc do nhạc sĩ MAILILE, Thạch Diễm viết lời tiếng Quan thoại. Sau này, ca sĩ Đài Loan Trác Y Đình cover lại và phát hành trong album "Burn" (燃烧) năm 2005 do hãng băng nhạc Hạ Môn Leopard Golden Disc phát hành.